# Кубок Ґоссіджа

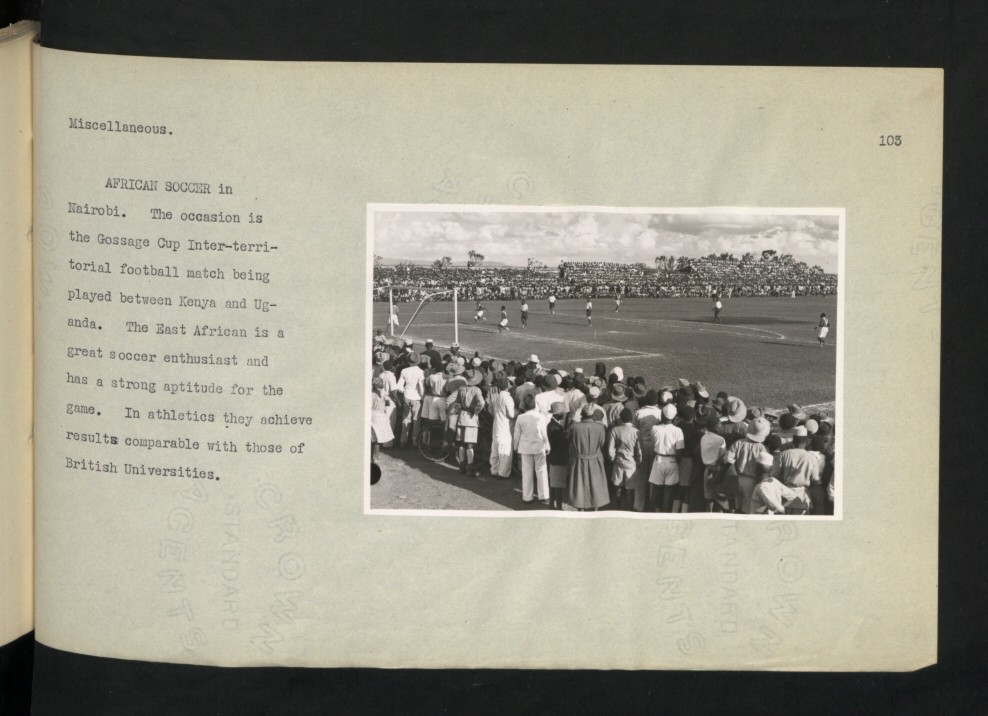
Фото з матчу у Найробі між збірними Кенії та Уганди. Національний архів Великої Британії.

Ку́бок Ґо́ссіджа (англ. Gossage Cup) — регіональне змагання футбольних збірних країн Центральної та Східної Африки, яке проводилося з 1926 по 1966 рік. Турнір було названо в честь його засновника - виробника мила  Уільяма Ґоссіджа. До 1945 року змагалися між собою тільки дві збірні - Уганда та Кенія. В 1945 році долучилася збірна Танганьїки, а в 1947 році - Занзібар. В 1967 році змагання було перейменовано на Кубок Виклику, а з 1973 року носить сучасну назву - Кубок КЕСАФА.

## Переможці
22 рази -  Уганда

12 разів -  Кенія 

5 разів -  Танганьїка чи Танзанія
| Рік       | Чемпіон                                                    | 2 місце                                                    | 3 місце                                                    | 4 місце                                                    |
| --------- | ---------------------------------------------------------- | ---------------------------------------------------------- | ---------------------------------------------------------- | ---------------------------------------------------------- |
| 1926      | Кенія                                                      | Уганда                                                     | -                                                          | -                                                          |
| 1927      | турнір не проводився через суперечки щодо місця проведення | турнір не проводився через суперечки щодо місця проведення | турнір не проводився через суперечки щодо місця проведення | турнір не проводився через суперечки щодо місця проведення |
| 1928      | Уганда                                                     | Кенія                                                      | -                                                          | -                                                          |
| 1929      | Уганда                                                     | Кенія                                                      | -                                                          | -                                                          |
| 1930      | Уганда                                                     | Кенія                                                      | -                                                          | -                                                          |
| 1931      | Кенія                                                      | Уганда                                                     | -                                                          | -                                                          |
| 1932      | Уганда                                                     | Кенія                                                      | -                                                          | -                                                          |
| 1933      | турнір не проводився                                       | турнір не проводився                                       | турнір не проводився                                       | турнір не проводився                                       |
| 1934      | турнір не проводився                                       | турнір не проводився                                       | турнір не проводився                                       | турнір не проводився                                       |
| 1935      | Уганда                                                     | Кенія                                                      | -                                                          | -                                                          |
| 1936      | Уганда                                                     | Кенія                                                      | -                                                          | -                                                          |
| 1937      | Уганда                                                     | Кенія                                                      | -                                                          | -                                                          |
| 1938      | Уганда                                                     | Кенія                                                      | -                                                          | -                                                          |
| 1939      | Уганда                                                     | Кенія                                                      | -                                                          | -                                                          |
| 1940      | Уганда                                                     | Кенія                                                      | -                                                          | -                                                          |
| 1941      | Кенія                                                      | Уганда                                                     | -                                                          | -                                                          |
| 1942      | Кенія                                                      | Уганда                                                     | -                                                          | -                                                          |
| 1943      | Уганда                                                     | Кенія                                                      | -                                                          | -                                                          |
| 1944      | Кенія                                                      | Уганда                                                     | -                                                          | -                                                          |
| 1945      | Уганда                                                     | Кенія                                                      | Танганьїка                                                 | -                                                          |
| 1946      | Кенія                                                      | Уганда                                                     | Танганьїка                                                 | -                                                          |
| 1947      | Уганда                                                     | Танганьїка                                                 | Кенія Занзібар                                             | -                                                          |
| 1948      | Уганда                                                     | Кенія                                                      | Танганьїка Занзібар                                        | -                                                          |
| 1949      | Танганьїка                                                 | Кенія                                                      | Уганда Занзібар                                            | -                                                          |
| 1950      | Танганьїка                                                 | Кенія                                                      | Уганда Занзібар                                            | -                                                          |
| 1951      | Танганьїка                                                 | Кенія                                                      | Уганда Занзібар                                            | -                                                          |
| 1952      | Уганда                                                     | Кенія                                                      | Занзібар                                                   | Танганьїка                                                 |
| 1953      | Кенія                                                      | Уганда                                                     | Танганьїка Занзібар                                        | -                                                          |
| 1954      | Уганда                                                     | Кенія                                                      | Танганьїка Занзібар                                        | -                                                          |
| 1955      | Уганда                                                     | Танганьїка                                                 | Кенія Занзібар                                             | -                                                          |
| 1957      | Уганда                                                     | Кенія                                                      | Занзібар                                                   | Танганьїка                                                 |
| 1958      | Кенія                                                      | Уганда                                                     | Танганьїка                                                 | Занзібар                                                   |
| 1959      | Кенія                                                      | Занзібар                                                   | Танганьїка Уганда                                          | -                                                          |
| 1960      | Кенія Уганда                                               | -                                                          | Танганьїка                                                 | Занзібар                                                   |
| 1961      | Кенія                                                      | Танганьїка                                                 | Уганда                                                     | Занзібар                                                   |
| 1962-1963 | Уганда                                                     | Танганьїка                                                 | Кенія                                                      | Занзібар                                                   |
| 1963      | Уганда                                                     | Кенія                                                      | Танганьїка                                                 | Занзібар                                                   |
| 1964      | Танганьїка                                                 | Кенія                                                      | Уганда                                                     | Занзібар                                                   |
| 1965      | Танзанія                                                   | Кенія                                                      | Уганда                                                     | Занзібар                                                   |
| 1966      | Кенія                                                      | Уганда                                                     | Танзанія                                                   | Занзібар                                                   |